# آلبرت هورنبی
آلبرت هورنبی (انگلیسی: A. N. Hornby; ۱۰ فوریهٔ ۱۸۴۷ – ۱۷ دسامبر ۱۹۲۵) بازیکن کریکت، بازیکن فوتبال، و بازیکن راگبی ۱۵ نفره اهل پادشاهی متحد بریتانیای کبیر و ایرلند بود.
از باشگاه‌هایی که در آن بازی کرده‌است می‌توان به باشگاه فوتبال بلکبرن روورز اشاره کرد.